# Aerenea aglaia
Aerenea aglaia är en skalbaggsart som beskrevs av Monné 1980. Aerenea aglaia ingår i släktet Aerenea och familjen långhorningar. Inga underarter finns listade i Catalogue of Life.